# Francesc Jimeno Vidal
Francesc Jimeno Vidal (Reus, 25 d'agost, de 1906 - Barcelona, 11 de maig de 1978) va ser un metge traumatòleg català.
El seu pare era un militar de Cartagena emigrat a Reus. De jove marxà a Barcelona on acabà el batxillerat als catorze anys. Va treballar de mosso de farmàcia i quan ingressà a la Facultat de Medicina va seguir treballant per pagar-se els estudis. Llicenciat a Barcelona el 1929, es formà com a cirurgià amb Joaquim Trias i Pujol a l'Hospital Clínic de Barcelona. S'orientà cap a la Cirurgia Ortopèdica i Traumatològica que va completar després d'una estada a França amb el doctor Sorel, on va veure molts malalts tuberculosos amb problemes ossis. De tornada, se n'anà a Madrid amb Manuel Bastos i Joaquín D'Harcourt. Guanyà la beca Dr. Cardenal de l'Ajuntament de Barcelona per ampliació d'estudis a l'estranger i, seguint el consell del doctor Trias, decidí anar a Viena amb el doctor Lorenz Böhler, on va aprendre les noves tècniques de tractament de les fractures i va tenir l'oportunitat de fer nombrosos estudis i conèixer els serveis de Traumatologia d'altres hospitals alemanys. Va conèixer com reduir i contenir, sota control radiològic, les fractures amb venes de guix. Tornat a Barcelona, va ser professor ajudant de Clínica Quirúrgica entre el 1934 i el 1939.
Durant la Guerra Civil ingressà a la Sanitat Militar republicana com a capità metge provisional dels equips dels Hospitals de Guerra. El 1936 era a Reus i a Sitges, després a Tarragona i, el 1938, a Banyoles i Olot. El 1939, era cap del servei quirúrgic amb el V Cos de l'Exèrcit que comandava Enrique Líster. Durant l'èxode a la frontera francesa la seva esposa Gerta Kromarch va ser acusada de traïdora i afusellada.
Tot i això, no va poder impedir que les forces del General Franco el destituïssin de tots els càrrecs docents i professionals. Aleshores, va tornar a Viena com a director de l'Institut de Fracturats i, durant la Segona Guerra Mundial, va aplicar els seus serveis i tècniques als ferits de guerra alemanys. Es va estar a Viena fins al 1945. Després va passar per Suïssa abans de tornar a Barcelona. A la ciutat comtal va treballar per asseguradores privades, especialitzant-se en accidents de treball. Fins a la seva jubilació el 1976, també va exercir com a traumatòleg d'Ambulatori, cap de dispensari i metge d'Assistència Municipal de Barcelona.
Jimeno Vidal va donar cursos i conferències a 15 països diferents, que li donaren fama mundial. Va ser membre fundador i president de la Societat Espanyola de Cirurgia Ortopèdica i Traumatològica, President de la Secció de Traumatologia de l'Acadèmia de Ciències Mèdiques de Catalunya i Balears i membre d'honor de les Societats de Cirurgia Ortopèdica i Traumatològica d'Espanya, Alemanya, França i Àustria.